# Randfrø
Randfrø (Torilis) er en slægt af planter, der består af omkring 15 arter, hvoraf en enkelt findes vildtvoksende i Danmark. 

## Arter
Den danske art i slægten:
- Hvas Randfrø (Torilis japonica)